# Кубок мира по шашкам-64 2018
Кубок мира по шашкам-64 2018 — ежегодное соревнование по шашкам на малой доске, этапы которого прошли в 2018 году. Были проведены 6 этапов. Впервые этап Кубка мира прошёл в Америке. Российские этапы были выделены в отдельные соревнования. Победителем Кубка мира в основной программе и быстрых шашках стал представитель Литвы Арунас Норвайшас, в молниеносной программе победил представитель Литвы Андрюс Кибартас.

## Этапы
| Номер этапа | Название          | Дата              | Место                 |
| ----------- | ----------------- | ----------------- | --------------------- |
| 1           | «Ямайка-2018»     | 22-28 февраля     | Монтего Бей, Ямайка   |
| 2           | «Узбекистан-2018» | 24-30 марта       | Ташкент, Узбекистан   |
| 3           | «Римини-2018»     | 16-23 июня        | Римини, Италия        |
| 4           | «Йыгева-2018»     | 30 июля-6 августа | Йыгева, Эстония       |
| 5           | «Португалия-2018» | 3-10 ноября       | Албуфейра, Португалия |
| 6           | «Грузия-2018»     | 17-25 ноября      | Тбилиси, Грузия       |

## Призёры
| Номер этапа | Название          | Дата                      | Основная программа                                                                                   | Быстрая программа                                                                                    | Молниеносная программа                                                                                    |
| ----------- | ----------------- | ------------------------- | --- | --- | --- |
| 1           | «Ямайка-2018»     | 22-28 февраля Монтего Бей | Русские шашки 23 участника из 8 стран 1. Арунас Норвайшас 2. Вилиус Алекнавичус 3. Евгений Вязников  | Пул чекерс 22 участника из 8 стран 1. Арунас Норвайшас 2. Евгений Вязников 3. Дмитрий Мельников      | Бразильские шашки 22 участника из 8 стран 1. Вилиус Алекнавичус 2. Евгений Вязников 3. Дмитрий Мельников  |
| 2           | «Узбекистан-2018» | 24-30 марта Ташкент       | Русские шашки 52 участника из 3 стран 1. Абдукадыр Таштемиров 2. Дмитрий Мельников 3. Дмитрий Цинман | Бразильские шашки 52 участника из 3 стран 1. Дмитрий Цинман 2. Андрей Гнелицкий 3. Дмитрий Мельников | Русские шашки 55 участников из 5 стран 1. Дмитрий Цинман 2. Андрей Гнелицкий 3. Степанида Кириллина       |
| 3           | «Римини-2018»     | 16-23 июня Римини         | Русские шашки 17 участников из 4 стран 1. Андрюс Кибартас 2. Арунас Норвайшас 3. Евгений Вязников    | Бразильские шашки 17 участников из 4 стран 1. Андрюс Кибартас 2. Арунас Норвайшас 3. Олег Шапунов    | 18 участников из 4 стран 1. Арунас Норвайшас 2. Андрюс Кибартас 3. Юрий Прокопенко                        |
| 4           | «Йыгева-2018»     | 30 июля-6 августа Куремаа | Русские шашки 38 участников из 8 стран 1. Гунтис Валнерис 2. Андрей Валюк 3. Арунас Норвайшас        | Русские шашки 41 участник из 7 стран 1. Андрей Валюк 2. Арунас Норвайшас 3. Гунтис Валнерис          | Бразильские шашки 36 участников из 8 стран 1. Гунтис Валнерис 2. Андрюс Кибартас 3. Арунас Норвайшас      |
| 5           | «Португалия-2018» | 3-10 ноября Албуфейра     | Русские шашки 21 участник из 6 стран 1. Андрюс Кибартас 2. Дмитрий Ганопольский 3. Анна Филипенко    | Португальские шашки 24 участника из 7 стран 1. Нуно Виера 2. Дмитрий Мельников 3. Луиш Са            | Бразильские шашки 22 участника из 6 стран 1. Дмитрий Мельников 2. Андрюс Кибартас 3. Дмитрий Ганопольский |
| 6           | «Грузия-2018»     | 17-25 ноября Тбилиси      | Русские шашки 26 участников из 7 стран Арунас Норвайшас Андрей Валюк Андрюс Кибартас                 | Русские шашки 27 участников из 8 стран 1. Андрей Валюк 2. Арунас Норвайшас 3. Андрей Гнелицкий       | Русские шашки 31 участник из 8 стран 1. Андрей Валюк 2. Арунас Норвайшас 3. Андрюс Кибартас               |